# Замлине (Сілезьке воєводство)
Замлине (пол. Zamłynie) — село в Польщі, у гміні Вренчиця-Велька Клобуцького повіту Сілезького воєводства.
Населення — 317 осіб (2011).
У 1975-1998 роках село належало до Ченстоховського воєводства.

## Демографія
Демографічна структура станом на 31 березня 2011 року:
|          | Загалом | Допрацездатний вік | Працездатний вік | Постпрацездатний вік |
| -------- | ------- | ------------------ | ---------------- | -------------------- |
| Чоловіки | 164     | 36                 | 103              | 25                   |
| Жінки    | 153     | 30                 | 82               | 41                   |
| Разом    | 317     | 66                 | 185              | 66                   |